# Jan Lauts
Johann Carl Lüder Lauts (* 9. März 1908 in Bremen; † 19. Januar 1993 in Karlsruhe) war ein deutscher Kunsthistoriker und Museumsdirektor.

## Leben und Wirken
Jan Lauts wurde am 9. März 1908 als viertes Kind des Bremer Kaufmanns Johann Theodor Lauts (1855–1944) und seiner Frau Louisa Suzanna geb. Brouwer (1871–1943) geboren. Er studierte an den Universitäten in Berlin, München, Hamburg und Wien Kunstgeschichte, Klassische Archäologie und Italienisch.
Im Studium in Hamburg hatte er Willi Lassen kennengelernt, der dort u. a. ebenfalls Kunstgeschichte studierte. Jan Lauts half Willi Lassen später aus einer Lebenskrise heraus, beide begannen eine Freundschaft, die bis zu Lassens Tod hielt und spätestens ab Mitte der 1930er-Jahre als Beziehung zu betrachten ist. Auch engen Freunden gegenüber wurde diese offensichtliche Beziehung den Konventionen der Zeit entsprechend nie thematisiert.
1939 begann er seine Tätigkeit an der Staatlichen Kunsthalle Karlsruhe, wo er 1941 zum Konservator ernannt wurde. 1942 wurde er in die Wehrmacht einberufen und ihm drohte der Einsatz an der Ostfront. Willi Lassen, der eine Dolmetscherschule der Wehrmacht leitete, konnte ihn davor bewahren, in dem er ihn wie andere auch in seine Dienststelle anforderte. Lassen konnte dies, da er in der Ausbildung zum Abhören englischer Funksprüche wegen seiner exzellenten Englisch-Kenntnisse eine wichtige Funktion ausübte. Jan Lauts kehrte 1946 aus französischer Kriegsgefangenschaft an die Karlsruher Kunsthalle zurück und war wesentlich am Wiederaufbau des im Krieg teilweise zerstörten Gebäudes beteiligt. Von 1956 bis 1973 war er Direktor der Kunsthalle. Seine teilweise spektakulären Neuerwerbungen trugen ebenso wie die von ihm konzipierten Ausstellungen dazu bei, die staatliche Kunsthalle als eines der führenden Museen Deutschlands in den 1950er und 1960er Jahren zu etablieren.
Jan Lauts und auch Willi Lassen waren eingebunden in ein Netzwerk aus Kunsthistorikern und Kunsthändlern, die heute eine große Bedeutung besitzen. Beide hatten in den 1930er-Jahren Kontakt zum Historiker Peter Cecil Wilson, der später im Zweiten Weltkrieg für den Geheimdienst MI6 tätig war und Ian Fleming als Vorbild für die Figur des James Bond gedient haben soll. Wilson führte nach 1945 das Auktionshaus Sotheby’s zu dessen heutiger Bedeutung. In England bestanden zudem Kontakte zur Kunsthändlerin Grete Ring in London und zu Gertrud Bing, die das Aby Warburg Archiv mit nach London gerettet hatte. Über seine Arbeit an der Kunsthalle war Jan Lauts und damit auch Willi Lassen zudem befreundet mit Elfriede Schulze-Battmann, der Schwester des Malers Wols, sowie mit Carmen Gronau, einer weiteren aus Deutschland emigrierten Kunsthistorikerin, die als Stellvertreterin von Peter Wilson bei Sotheby’s arbeitete.

## Auszeichnungen
- 1973: Großes Verdienstkreuz der Bundesrepublik Deutschland[7]

## Schriften (Auswahl)
- Isabella d’Este. Fürstin der Renaissance 1474 - 1539; Marion von Schröder Verlag, Hamburg 1952.
- Die Madonna della Vittoria. Andrea Mantegna (= Reclams Universal-Bibliothek) Nr. 57. Reclam, Stuttgart 1960.
- Vittore Carpaccio. Gemälde und Zeichnungen, Gesamtausgabe. Phaidon-Verlag, Köln 1962.
- Katalog alte Meister bis 1800. Staatliche Kunsthalle Karlsruhe, Karlsruhe 1966.
- Karoline Luise von Baden. Ein Lebensbild aus der Zeit der Aufklärung; Verlag C. F. Müller, Karlsruhe 1980, ISBN 3-7880-9644-6.
- Hans Thoma (= Die Blauen Bücher), Verlag Langewiesche, Königstein im Taunus, vor 1994, ISBN 3-7845-1671-8.
- mit Irmlind Luise Herzner: Federico da Montefeltro – Herzog von Urbino. Kriegsherr, Friedensfürst und Förderer der Künste. Deutscher Kunstverlag, München und Berlin 2001, ISBN 978-3-8031-2558-3.